# MKL2
MKL2‏ (MKL1/myocardin like 2) هوَ بروتين يُشَفر بواسطة جين MKL2 في الإنسان.